# Просседи
Просседи (итал. Prossedi) — коммуна в Италии, располагается в регионе Лацио, в провинции Латина.
Население составляет 1269 человек (2008 г.), плотность населения составляет 35 чел./км². Занимает площадь 36 км². Почтовый индекс — 4010. Телефонный код — 0773.
Покровительницей коммуны почитается святая Агата, празднование в последнее воскресение мая.

## Демография
Динамика населения:

## Администрация коммуны
- Официальный сайт: http://prossedi.webcomuni.net/